# 谢尔盖·齐维廖夫
谢尔盖·叶夫根尼耶维奇·齐维廖夫（俄语：Сергей Евгеньевич Цивилёв，1961年9月21日—）俄羅斯政治人物、經濟學家、軍官。他曾於2018年9月至2024年5月期間擔任克麥羅沃州州長。2024年5月14日，他被任命為俄羅斯能源部部長。
他的妻子安娜·齐维廖娃是弗拉基米爾·普京的侄女。